# Груздевка (Башкортостан)
Груздевка (баш. Груздевка) — деревня в Илишевском районе Республики Башкортостан Российской Федерации. Входит в состав Новомедведевского сельсовета.

## География

### Географическое положение
Находится на берегу реки Белой.
Расстояние до:
- районного центра (Верхнеяркеево): 35 км,
- центра сельсовета (Новомедведево): 1 км,
- ближайшей ж/д станции (Буздяк): 142 км.

## Население
| 2002 | 2009 | 2010 |
| ---- | ---- | ---- |
| 232  | ↘214 | ↗233 |

Национальный состав
Согласно переписи 2002 года, преобладающая национальность — башкиры (91 %).